# Brisant
Brisant (a se citi: "Brizant") este o emisiune TV germană, care prezintă publicului, teme brizante, senzaționale de scandal, accidente de circulație, crime, etc.Tramsmisia are loc de regulă  pe posturile ARD, MDR, NDR, SWR, HR și RBB. Prima transmisie a avut loc la 3 ianuarie 1994. Emisiunea a fost distinsă în anul 2003 cu premiul Goldene Kamera.

## Moderatori
- Axel Bulthaupt (1994–2003)
- Ines Krüger (1997–2004)
- Alexander Mazza (2004–2007)
- Sabine Noethen (1994–1995)
- Andreas Spellig (1994–1996)
- Griseldis Wenner (1995–2008)
- René Kindermann (2006–2007)
- Mareile Höppner, (2008-2009)
- Kamilla Senjo (din oct. 2010)